# André Briche
Pour les articles homonymes, voir Briche.
Jean André François de Briche, dit André Briche, né le 25 octobre 1762 à Boulogne-sur-Mer et mort le 17 décembre 1834 à Milan, est un homme politique français.

## Biographie
Il appartenait à l'armée, comme capitaine d'artillerie à Strasbourg et commandant les canonniers de cette ville, quand il fut élu, le 31 août 1791, député du Bas-Rhin à l'Assemblée législative.
Il fut membre du Comité diplomatique.